# 紀北川上農業協同組合
紀北川上農業協同組合（きほくかわかみのうぎょうきょうどうくみあい、JA紀北かわかみ）は、和歌山県橋本市高野口町に本店を置いていた農業協同組合。

## 概要
2001年4月1日に、橋本市及び伊都郡内にあった橋本市農業協同組合、かつらぎ町農業協同組合、伊都農業協同組合の3農協が合併して発足した。
2025年4月1日に、紀北川上農業協同組合を含む和歌山県内の全8農協が合併し、和歌山県農業協同組合が発足。

## 事業内容
- 販売事業
- 営農経済事業
- 生活事業
- 信用事業
- 共済事業

## 事業区域
- 和歌山県橋本市
- 和歌山県伊都郡九度山町
- 和歌山県伊都郡高野町
- 和歌山県伊都郡かつらぎ町

## 拠点

### 本店・各部
- 本所
  - 〒649-7203　和歌山県橋本市高野口町名古曽922番地の2

### 支店
- 橋本支店
  - 〒648-0073　和歌山県橋本市市脇1番地の1の6
- 橋本西部支店
  - 〒648-0084　和歌山県橋本市柏原228番地の5
- 橋本東支店
  - 〒648-0017　和歌山県橋本市隅田町中島113番地
- 高野口支店
  - 〒649-7203　和歌山県橋本市高野口町名古曽921番地の1
- 九度山支店
  - 〒648-0101　和歌山県伊都郡九度山町九度山1515番地の3
- 高野支店
  - 〒648-0211　和歌山県伊都郡高野町高野山722番地
- かつらぎ支店
  - 〒649-7173　和歌山県伊都郡かつらぎ町大谷1201番地の1
- かつらぎ東支店
  - 〒649-7113　和歌山県伊都郡かつらぎ町妙寺1番地の1
- かつらぎ南支店
  - 〒649-7151　和歌山県伊都郡かつらぎ町東渋田66番地の1

## 主な産物
- ウメ
- モモ
- スモモ
- カキ
- ブドウ
- みかん
- イチゴ